# Natriummanganat
Natriummanganat, Na2MnO4, ist eine chemische Verbindung des Natriums aus der Gruppe der Manganate.

## Gewinnung und Darstellung
Zur Herstellung von Natriummanganat wird das Mangan(II) durch das Natriumperoxid zum entsprechenden Manganat(VI) oxidiert.
{\displaystyle {\ce {Mn(OH)2 + 2 Na2O2 -> Na2MnO4 + 2 NaOH}}}
Ausgehend von Mangan(IV)-oxid und von Mangan(II)-sulfat, entsteht Natriummanganat während der Oxidationsschmelze.
{\displaystyle {\ce {MnO2 + Na2CO3 + KNO3 -> Na2MnO4 + CO2 + KNO2}}}

## Eigenschaften
Mit Eisessig reagiert Natriummanganat zur Natriumpermanganat und zur Mangan(IV)-oxid.
{\displaystyle {\ce {3Na2MnO4 + 4CH3COOH -> 2NaMnO4 + MnO2 + 2H2O + 4NaCH3COO}}}